# جيش عبيد البخاري
جيش البخاري هو جيش نظامي مكون في معظمه من العبيد والحراطين أسسه السلطان المغربي المولى إسماعيل لتعزيز الأمن في السلطنة الشريفة. أكبر مراكزه محلة مشرع الرمل قرب مكناس، حيث استقر معظم جنود الجيش. ضمن مهامه كانت ضمان طاعة القبائل وجمع الضرائب منها. يعتبر جيش البخاري سلف الحرس الملكي المغربي.
لاحظ السلطان كثرة الأسرى والتنافس على اقتناء الرقيق، فأصدر قراره بمنع الرعية من تملك الرقيق وممارسة الحكم في مصيره، وجعل العبيد تابعين للدولة، وأسس منهم جيش البخاري الذي اقتصرت أعماله على الخدمة العسكرية. تطور موضوع اسقاط ملكية الناس على عبيدهم لتشتريهم الدولة ولتجعلهم سندا لها في حروبها، ليصل إلى حد جعل الدولة تلزم جميع السود ولو كانوا احرارا بالاندماج في الجيش. وحينئذ اضطربت الاقوال بين الفقهاء واختلفت في جواز هذا القسر أو في تحريمه.
قام كاتبه عليلش بجمعهم وحملهم إلى حضرة السلطان بمكناس، ودربهم وسلحهم، وولى عليهم قوادهم، ووزعهم في أماكن نزولهم وإقامتهم، وعين عليهم قاضيا، كان أولهم الفقيه محمد بن العياشي المكناسي، وسماه قاضي القضاة للفصل فيما يقع بين الجنود من منازعات وخصومات. وقد كبر أمر جيش عبيد البخاري وعظم شأنه حتى استغنى به المولى إسماعيل عما سواه، وأصبح سنده في حروبه وفتوحه، فاعتمد عليه في دولته وسياسته، وعين منه الولاة والقواد. يذكر المؤرخ الناصري أن عدد الجنود وصل، في بدايته، إلى أربعة عشر ألفا، عشرة آلاف بمشرع الرملة وأربعة آلاف بآدخسان، وعند موت السلطان بلغ عدد البخاريين مائة وخمسون ألفا.
لكنه سرعان ما تحول هذا الجيش سببا في الفتن والاضطرابات، حيث وقف جيش العرب من الودايا بجانب أهل فاس، وجيش عبيد البخاري مناصرين من قبل أهل مكناس، وهنا دخل المغرب عصر الفوضى.

## تاريخ

### سبب التسمية
سمي هذا الجيش بعبيد البخاري لأنه كان مكون من العبيد الذين أقسمو للسلطان بصحيح البخاري على الولاء له في السراء والضراء.

### خلفية
كان للسلطان إسماعيل جيش نظامي بمواصفات جديدة، فمن جهة ألف جيشا بنظام خاص وهو الودايا الذي ينقسم بدوره إلى ثلاث أرحاء: رحى أهل السوس ومنهم أولاد جرار وأولاد مطاع وزرارة والشبانات وهم من عرب المعقل، ورحى المغافرة وهم من عرب الخلط، ورحى الودايا وهم من قبائل الحوز من عرب المعقل. وبادر إلى تجميع وتوحيد جيش الودايا وصيرهم جيشا واحدا جمعهم له أبو الشفرة من قبائل الحوز فأثبتهم في الديوان ونقلهم إلى مكناس. لكن طاعة العرب وانصياعهم للسطان وأوامره ليست مطلقة، فهم ثوار في طبيعتهم. كما كان ينوي بناء جيش قوي على غرار الجيش التركي المعروف بالإنكشارية وجيش المنصور السعدي.

### تأسيس
لم يكتف السلطان إسماعيل بجيش نظامي بل عمل على تأليف جيش خاص بالعبيد، وقد ساعده في ذلك كاتبه عمر بن قاسم المراكشي الشهير بعليليش، وكان والده كاتبا عند المنصور السعدي، وبقي في حوزته الكناش العبيدي الذي يضم أسماء العبيد الذين كانوا في خدمة جيوش السعديين، فأمره السلطان بتجميع ما يجده منهم ومن ذريتهم.
فأصدر أمرا إلى عماله بتجميع العبيد وشرائهم من مختلف حواضر المغرب، مقابل عشرة مثاقيل للعبد، وكان مجموع ما اشتراه العمال حوالي ثلاثة آلاف، جمعهم بعليليش في سنة واحدة، منهم المتزوج والأعزب ثم كتبهم في دفتر وبعث به إلى السلطان بمكناسة، فتصفحه السلطان وأعجبه ذلك فكتب إليه يأمره بشراء الإماء للعزاب منهم، ويدفع أثمان المماليك إلى ملاكهم. وبذلك تم جمع حوالي ثمانية آلاف، أنزلها السلطان بمحلة مشرع الرملة بالقرب من مكناس، فدربهم وسلحهم. إضافة إلى ألفين جمعها محمد بن العياشي المكناسي كاتب المولى إسماعيل المكلف بتجميع العبيد من قبائل الغرب وبني حسن.
يقول الناصري:
| جيش عبيد البخاري | ... ثم ألزم السلطان قبائل تامسنا ودكالة أن يأتوا بعبيد المخزن الذين عندهم فلم يسعهم إلا الامتثال، فجمعوا كل عبد في بلادهم وزادوا بالشراء من عندهم، وأعطوهم الخيل والسلاح وكسوهم وبعثوا بهم إليه، فمن تامسنا ألفان، ومن دكالة ألفان، فألزمهم السلطان بوجه عروس من أحواز مكناسة إلى أن بنى قصبة آدخسان فانزل عبيد دكالة بها وأنزل عبيد تامسنا بزاوية أهل الدلاء. | جيش عبيد البخاري |

إضافة إلى ذلك، ففي غزوة قام بها السلطان لصحراء سوس وشنكيط وتيشيت وبلاد السودان، جلب السلطان من هذه الغزوة ألفين من الحراطين بأولادهم فدربهم وسلحهم.

### الخلاف على الحراطين
لما فرغ عليلش، الذي وصفه الشيخ ابن عجيبة «بفقيه السوء»  و«عدو الله» على حد قول الفقيه علي مصباح ، من جمع الحراطين بالمغرب ولم يبق له إلا حراطين فاس أراد أن يدخلهم في الديوان، فأبى بعض العلماء وأغلب أهل فاس، فقال لهم السلطان: هذه منافسة منكم على حراطينكم. الأمر الذي دفع السلطان باستصدار فتوى. في ظل سخط أهل فاس عليه بسبب إتخاده مدينة مكناس عاصمة لملكه. بل يزيد على ذلك أكنسوس أن السلطان اتهم فاس بالتقاعس عن إمداده بالجيش، بل كان ذلك واحدا من مبرراته لتكوين جيش البواخر. جاء الرد على الموقف السلطاني على لسان محمد بن عبد القادر الفاسي  عندما أكد بصورة لبقة بأن 
. هذا الموقف المتميز بنوع من الرفض المبطن، اتخذ منحى أكثر تشددا، بل أميل إلى العصيان، مع قاضي فاس الشيخ العربي بردلة الذي اتهم المؤسسة الحاكمة 
 فما كان من السلطان إلا أن عزله من منصبه وانتقص من كفاءته، ثم اتهم علماء فاس بالتقصير وقلة العلم والتهاون في التحصيل.
وفي صباح 18 يوليو 1698، وفد أعيان أهل فاس على عامل المدينة عبد الله الروسي بجامع القرويين حيث تدارسوا الأوامر السلطانية، ثم «وضعوا خطوطهم» (توقيعاتهم) على ملتمس رفعوه إلى السلطان مع أحد أشياخهم للتشفع لأهل فاس حتى يلغي قرار التجنيد. وبعد أربعة أيام جاء جواب السلطان بالموافقة قبل أن يقنعه عليلش بخطورة ما أقدم عليه، فتراجع السلطان عن موافقته. ثم بعد أزيد من أربعة أشهر جاءت الأوامر السلطانية صارمة إلى عبد الله الروسي بتسجيل كل حراطين فاس وضرورة توقيع القاضي والفقهاء والعدول على السجلات. فعمت الفوضى المدينة، وهجرها العشرات من الحراطين، كما هجرها العلماء الذين رفضوا التوقيع ومن بقي فيها وقع مكرهاً.
امتنع الشيخ عبد السلام بن حمدون جسوس على الموافقة على ديوان الحراطين الذي أصدره عليلش المراكشي للسلطان، حقد السلطان على الشيخ، فصادر ماله أجرى عليه أنواع التعذيب، فلما فرغ جميع ما يملك هو وأولاده ونساؤه وبيعت دوره ورباعه وأصوله وكتبه، وكان يطاف به في الأسواق وينادى عليه من يفدي هذا الأسير، فبقي على هذه الحال ما يقرب من السنة. ثم في آخر ذلك أمر بقتله فقتل خنقا ودفن ليلا على يد القائد أبي علي الروسي.

فانتفض الحراطين وقتلوا قائد الجيش زيدان بن عبيد العامري، وألزم الرئيس أبو محمد عبد الله الروسي الفقهاء 

## الجيش

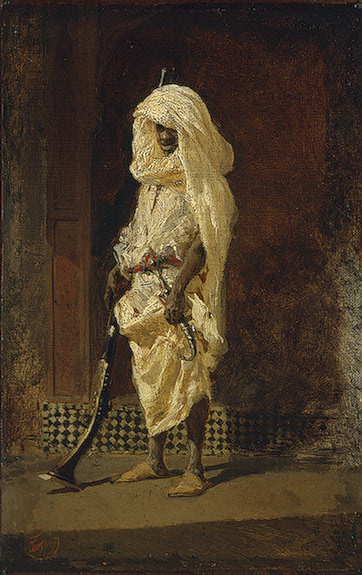
لوحة جندي مغربي نظامي

### التدريب
كان الذكور يفرقون على الصنائع والحرف كالبناء والنجارة والحدادة والفلاحة، ويلزمون بركوب الحمير تدريبا لهم على الفروسية فإذا بلغوا الحادية عشرة من السنين ألزمهم بركوب البغال التي تحمل الجير والأجر والزليج لبناء قصوره. فإذا بلغوا سن الثانية عشرة دفعهم إلى الجندية وكساهم ودفع لهم السلاح ليشتغلوا بالخدمات العسكرية، ويتعلموا فنونها راجلين. وعند بلغوهم سن الرابعة عشرة دفع الخيل لهم دون سروج، ويلزمونهم ركوبها في بكرة وعشي، ويتعلمون الكر والفر والسباق حتى يتقنونه. وعند بلغوهم سن الخامسة عشرة تسلم لهم السروج، ويلزمون تعلم الكر والفر والسباق والرماية عليها. فإذا بلغوا سنة السادسة عشرة صاروا من جملة الجند تجري عليهم الجاريات، ويكتبون في الديوان، ويزوجهم بالبنات اللائي جئن معهم، ويدفع للرجل عشرة مثاقيل، وللمرأة خمسة مثاقيل، ويعين واحد من آبائهم الكبار رئيسا عليهم، ويعطيه من المال ما يكفيه لبناء دور لسكناهم ثم يوجههم إلى القواعد العسكرية.

### التناوب والتسلح
لجأ المولى اسماعيل إلى تغيير القيادة العسكرية بين الفينة والأخرى لاكتساب التجربة والخبرة العسكرية، باعتماد مبدأ التناوب بالنسبة لنخبة الجيش، حيث يقضي جزء منه فترة بالعاصمة مكناس، ثم ينتقل إلى منطقة أخرى، ومما زاد في فعالية الجيش، إضافة إلى التكوين المستمر، هو تجهيزه "بالعتاد" المتطور آنذاك، فيتم تسليح الفرسان "بالمكاحل" ذات الثفالة والسيوف العريضة و"الحراب"، وهي أسلحة كانت تستورد من أوروبا، إضافة إلى الأسلحة التي تصنع محليا، في حين كان المشاة مزودين بالبنادق ذات المدى البعيد والأقواس والرماح القصيرة، كما وظفت "المدفعية" بشكل كبير أثناء المعارك والمواجهات، والتي كانت تحرم على القبائل امتلاكها لتبقى مختلف المقومات العسكرية من اختصاص الجيش النظامي.

### تأثير الجيش على الأمن والاقتصاد
خلال انتشار جيش البخاري في ربوع المغرب، شهدت البلاد طرق آمنة، حيث يذكر المؤرخ (أبو القاسم الزياني): {اقتباس خاص| اليهودي والمرأة كانا يسافران من وجدة إلى وادي نون دون أن يسألهما أحد عن وجهتهما}
وعرف الاقتصاد المغربي نمواً قويا بفعل تدفق الأموال والضرائب التي عرفت انتظاما في أدائها، بفضل سياسة بناء القلاع والتحصينات على طول البلاد، حيث تم تشييد وتجديد، فقط في عصر المولى إسماعيل، أكثر من ستة وسبعين قلعة وقصبة وحصنا، ووضع بتلك التحصينات حاميات عسكرية مكونة من جيش البخاري من مشاة وفرسان وأفراد أسرتهم من نساء وأطفال، وزود تلك الحاميات بالأسلحة الخفيفة والمدافع الثقيلة.

## عبيد البخاري بعد وفاة إسماعيل

### أحمد الذهبي وتحسن أوضاع الجند
ما إن بويع أحمد الذهبي حتى زاد جند البخاري في الراتب خمسين ألفاَ. وكان مساعفاً لهم وليس له من السلطة إلا الاسم، لا يقطع أمراً إلا بما يأمرونه به. ولقب بالذهبي لكثرة ما كان ينفق من بيت المال على جيش عبيد البخاري بدون حساب. وكان هؤلاء هم الذين يتولون الحكم عمليا بعد وفاة المولى إسماعيل، بينما كان الذهبي في الصورة الظاهرية فقط، بعدما اختاروه هم بأنفسهم بين جميع أولاد المولى إسماعيل بعد وفاته.

### سياسة عبد الملك التقشفية
قام السلطان عبد الملك بن إسماعيل بتقليص رواتب جنود البخاري. ولم يكن تقليص رواتب عبيد البخاري سوى مقدمة في سياسة مولاي عبد الملك الرامية إلى التخلي، في نهاية الأمر، عن خدماتهم. وفي هذا الصدد كتب الناصري أن مولاي عبد الملك 

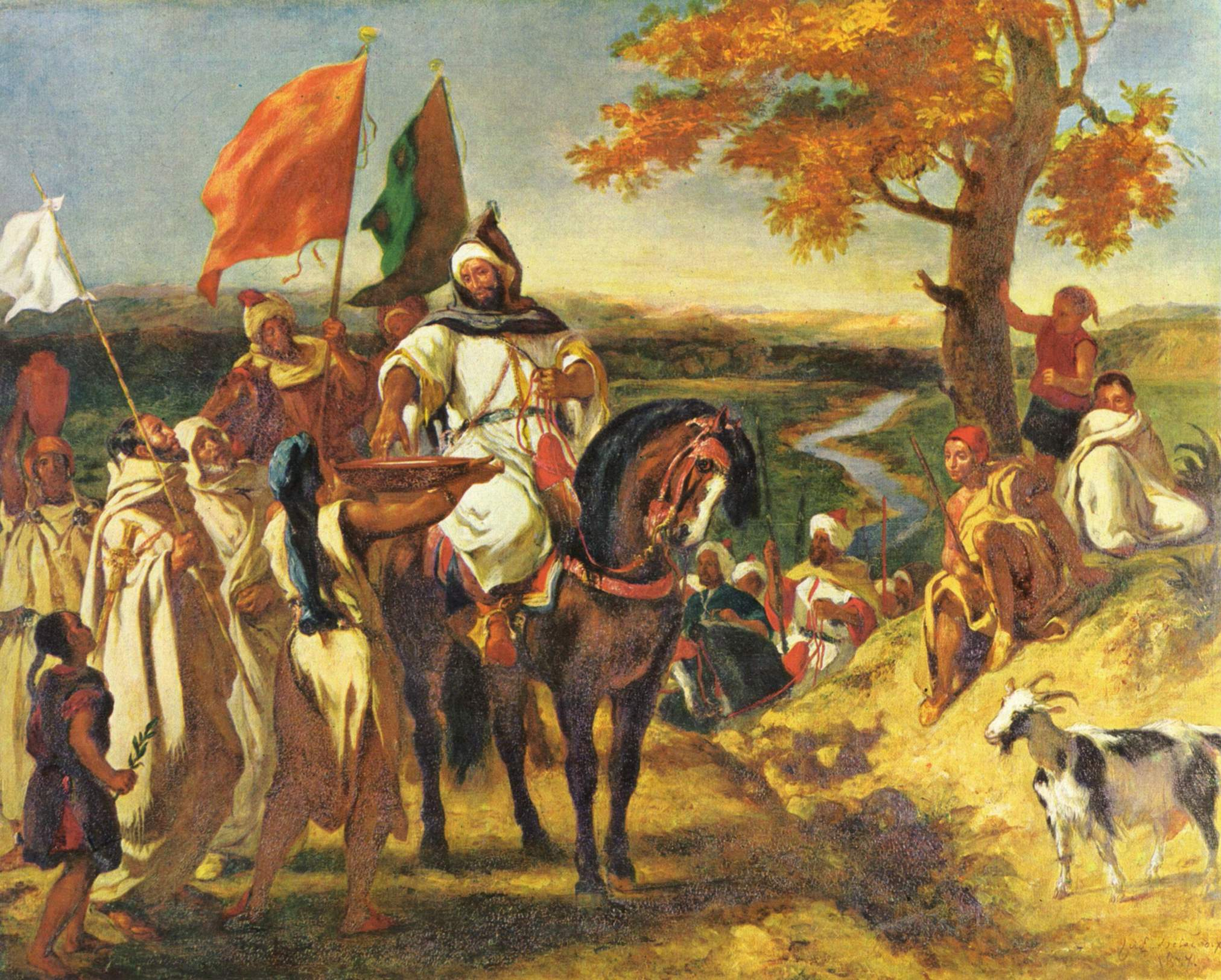
لوحة تجسد قايد مغربي يزور قبيلته

. أراد عبد الملك أن يجردهم مما اغتصبوه، بل وأن ينشئ جيشاً جديداً بدلاً منهم. وبدأ جيش العبيد يتضايق من عبد الملك بعد أن أمسك يده عن العطاء، بعكس ما تعودوه مع الذهبي، وتخوفهم من حل جيش البخار، ففكروا في خلعه ومبايعة أحمد الذهبي مجددا. وبعد مواجهة عسكرية بين جيش عبد الملك وجيش البخاري هزم فيها السلطان عبد الملك.

### ابتعاد محمد الثالث عن مراكز البخاريين
بعد أن تولى محمد الثالث مقاليد الحكم عاد معه الهدوء والاستقرار إلى البلاد، بعد ان استفاد من أخطاء والده عبد الله بن إسماعيل، وقرر الاستقرار بعيدا عن مدينة مكناس التي يسيطر عليها عبيد البخاري وفاس التي يسيطر عليها جيش الودايا، وقرر الاستقرار بالجنوب في مدينة مراكش، لكن محاربة قبائل الرحامنة له جعلته يتجه نحو مدينة آسفي التي استطاع أن ينمي التجارة فيها، ويرسي أركان دولته ببلاد المغرب الأقصى كلها.

## تسمية
سبب تسمية هذا الجيش بعبيد البخاري، حسب الناصري، أن السلطان ومعه الفقهاء، جمع الجنود وأحضر نسخة من كتاب صحيح البخاري وقال لهم:
واستحلفوا ضباط الجيش وجنوده على صحيح الإمام البخاري حتى عرف الجيش كله بجيش البخاري ودعي أفراده «بالبواخر». وأمرهم بالاحتفاظ بتلك النسخة وأمرهم أن يحملوها حال ركوبهم ويقدموها أمام حروبهم كتابوت بني إسرائيل. ظل ذلك التابوت المحتوي نسخة البخاري المزين بالحلل يحمل في محفة على فرس كامل الأدوات يسير في الموكب السلطاني في الأسفار والرحلات، محوطا بـ«العلم النبوي» الذي يحمله الملوك في أسفارهم وبأعلام جيش البخاري كحراس له. وكان ينشر وسط الجنود البخاريين ثقافة البطولة والفروسية، حيث جلب العديد من الخطاطين لنسخ سيرة سيف بن ذي يزن والظاهر بيبرس.
وكان أهل الحديث يأمرون بربط نسخ صغيرة من صحيح البخاري مع الأعلام التي ترفع على سفن الأسطول، ويضعون نسخا منه في أحسن قباب القصور فتعظم تلك القبة وتقدس وتدعى قبة سيدي البخاري.

## الحياة الاجتماعية للعبيد

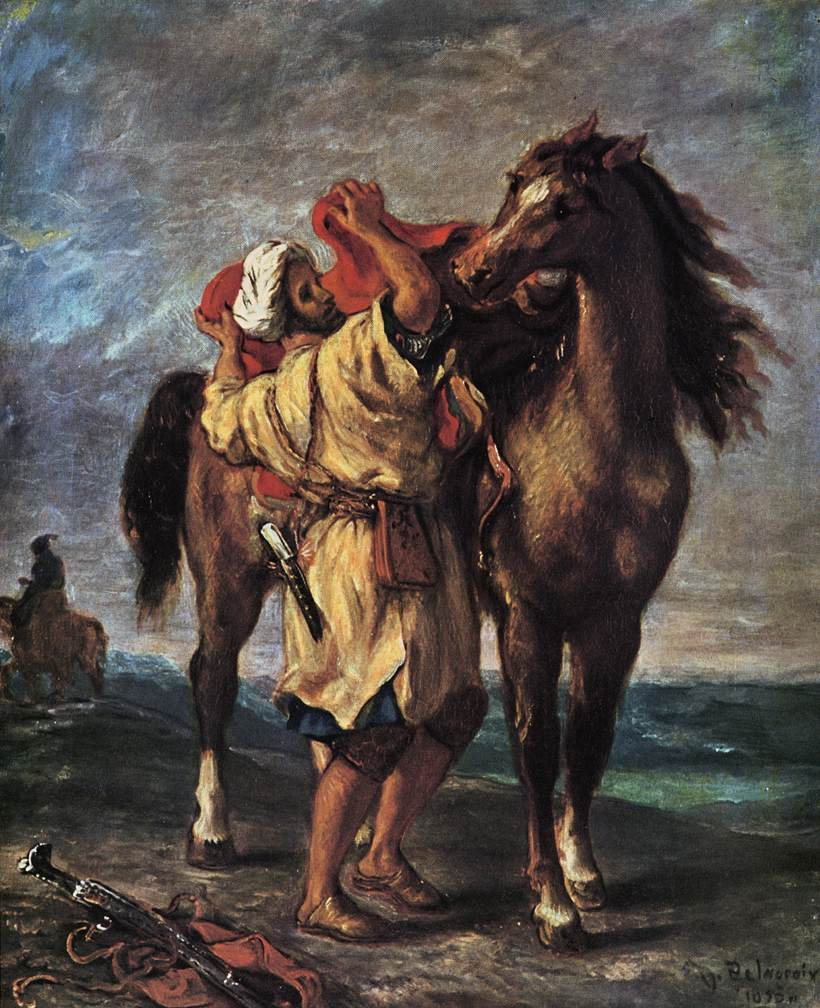
لوحة تجسد فارس مغربي وفرسه

لم يكتفي السلطان بالذكور البالغين من هؤلاء العبيد، بل استغل أبنائهم وبناتهم، ودربهم منذ صغرهم. حيث كانت الإناث يفرقن على نساء السلطان والمكلفين بالتربية والآداب الملكية، لتهذيب أخلاقهن، والتأدب بالآداب السلطانية، وتعلم أنواع الطبخ والخياطة وسائر الأشغال البيتية الملكية. وكان الباشا يسجل اسم وسن كل آمة.
وظل المولى إسماعيل يراقب ويوجه الظهائر للمسؤولين يحضهم على تربية وتأديب الإماء، حاثا إياهم على عدم السماح لهن بالخروج من فائدة، متوعدا من ضيع آمة أو فرط في تعليمها ورعايتها أن يقطع رأسه، كما جاء ذلك مفصلا في الظهير الملكي الذي كتبه.
وكان يتم تزويج تلك البنات بذكور جيش البخاري، ويعطي الرجل عشرة مثاقيل مهر زوجته، ويعطي المرأة خمسة مثاقيل شورتها، ويولي عليهم واحدا من آبائهم الكبار، ويعطي ذلك القائد ما يبني به بيتًا.
واستمر هذا التزاوج والتوالد سنوات طويلة تكون عبرها عددا ضخما من الجنود ملأ بهم السلطان الثكنات العسكرية وعمر به الحصون ووزعه على جميع اجزاء البلاد للبناء والعمران.

## تطور الجيش
في عهد السلطان مولاي يوسف تمت إعادة هيكلة الحرس الأسود فصار يتكون من وحدة للمشاة تضم فرقة موسيقية وكتيبة من الخيالة وجوقة نحاسية وفيصل سلاح المدفعية، وأصبح يطلق عليه الحرس الشريف.
وفي عهد الملك محمد الخامس إتخذت هده المؤسسة مسمى الحرس الملكي وأصبحت وحدة ضمن صفوف القوات المسلحة الملكية كرمز للسيادة والاستقلال، وقد صدر ظهير شريف للحسن الثاني سنة 1963 يقعد لكينونة الحرس الملكي.
ومازالت بقايا جيش البخاري إلى اليوم تستعمل في القصور الملكية، منهم من يعمل في الحرس الملكي، ومنهم من يشتغل في داخل القصور للعناية بالخيول والسيارات وبقية الخدمات وهم المعروفون ب«الفرايكية»، ومنهم أصحاب الوضوء الملكي وغيرهم.